# Canaanimico
Canaanimico is een geslacht van uitgestorven primaten uit de groep van de breedneusapen die tijdens het Laat-Oligoceen in Zuid-Amerika leefde. De typesoort is Canaanimico amazonensis.

## Fossiele vondsten
Fossiele kiezen van Canaanimico gevonden in de Chambira-formatie in het Amazonegebied in Peru en zijn ongeveer 26,5 miljoen jaar oud. 

## Kenmerken
Canaanimico was een middelgrote breedneusaap met een geschat gewicht van 2000 gram, een formaat dat vergelijkbaar is met dan van de hedendaagse saki's uit het geslacht Pithecia. 

## Verwantschap
Canaanimico werd in het beschrijvende artikel ingedeeld in de onderfamilie Soriacebinae van de familie Homunculidae, die verder soorten uit het Mioceen omvat. De familie neemt een basale positie in binnen de breedneusapen.